# Grymeus barbatus
Grymeus barbatus är en spindelart som beskrevs av Harvey 1987. Grymeus barbatus ingår i släktet Grymeus och familjen dansspindlar.
Artens utbredningsområde är Sydaustralien. Inga underarter finns listade i Catalogue of Life.